# Örarna, Luleå kommun
Örarna är även en holme i Larsmo kommun, Finland.
Örarna är en småort i Nederluleå socken i Luleå kommun, 2 mil norr om centralorten Luleå. Örarna tillsammans med Brändön valdes till Årets by i Luleå kommun 2008.

## Befolkningsutveckling
| Befolkningsutvecklingen i Örarna 1990–2015 | Befolkningsutvecklingen i Örarna 1990–2015 | Befolkningsutvecklingen i Örarna 1990–2015 | Befolkningsutvecklingen i Örarna 1990–2015 | Befolkningsutvecklingen i Örarna 1990–2015 |
| ------------------------------------------ | ------------------------------------------ | ------------------------------------------ | ------------------------------------------ | ------------------------------------------ |
|                                            |                                            |                                            |                                            |                                            |
| År                                         |                                            |                                            | Folkmängd                                  | Areal (ha)                                 |
| 1990                                       | 1990                                       |                                            | 115                                        | 14#                                        |
| 1995                                       | 1995                                       |                                            | 112                                        | 15#                                        |
| 2000                                       | 2000                                       |                                            | 120                                        | 15#                                        |
| 2005                                       | 2005                                       |                                            | 116                                        | 15#                                        |
| 2010                                       | 2010                                       |                                            | 109                                        | 15#                                        |
| 2015                                       | 2015                                       |                                            | 122                                        | 28#                                        |
| Anm.: # Som småort.                        |                                            |                                            |                                            |                                            |

## Samhället
Örarna har ett byahus. Det finns också en kommunal förskola och en lanthandel (ICA Nära). Det finns även en småbåtshamn som är bevakad nattetid av lokala invånare. Byn hade ett sågverk som i september 2012 försattes i konkurs. Under 2017 lade Skanova ner det kopparbaserade telenätet på orten.